# Programa Silvio Santos
Programa Silvio Santos é um programa de televisão brasileiro, no formato de auditório e variedades, criado pelo consagrado animador Silvio Santos e apresentado pela filha Patrícia Abravanel exibido atualmente pelo SBT. Teve sua estreia com o nome em 2 de junho de 1963, sendo o programa mais duradouro em todo o mundo apresentado pelo mesmo apresentador. Em 1993, a atração chegou a ser contemplada com o título de programa mais duradouro do mundo pelo Guinness World Records, logo depois perdendo o título para o programa Mosaico na TV, também brasileiro, transmitido desde 16 de julho de 1961.
É generalizado como um programa de quadros sequenciais de brincadeiras, gincanas, disputas musicais, pegadinhas, apresentações e outros. Tornou-se a principal atração do SBT aos domingos.

## História

### Década de 1960

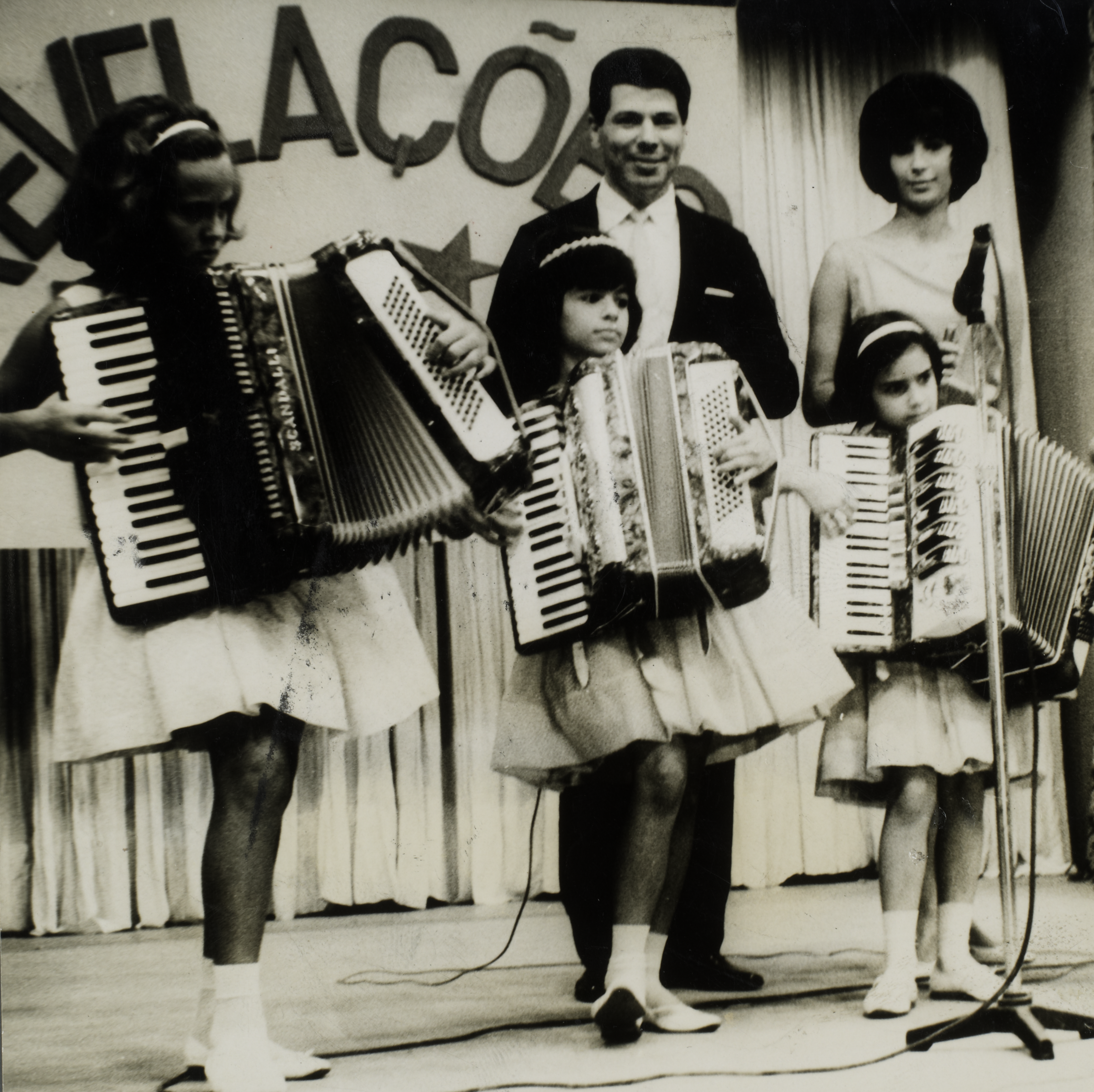
Silvio Santos na década de 1960

Silvio Santos iniciou sua carreira na televisão em 3 de junho de 1960, comprando horários na TV Paulista de São Paulo para promover o Baú da Felicidade, através do programa Vamos Brincar de Forca. A atração de meia-hora de duração era exibida no horário nobre das noites de segunda, e tinha entre seus participantes clientes que eram sorteados ao pagar as mensalidades do carnê em dia – estratégia utilizada até os dias atuais com outros programas apresentados por Silvio Santos – para participar de um tradicional jogo da forca, onde levavam prêmios como utensílios domésticos, brinquedos, eletrodomésticos e vales-brinde que podiam ser resgatados nas lojas do Baú.
Três anos depois, Silvio comprou duas horas da programação da TV Paulista aos domingos, e em 2 de junho de 1963 estreou o Programa Silvio Santos. A atração era inicialmente composta por três quadros: "Cuidado com a Buzina", que era um show de calouros que escolhia talentos nas categorias masculino, feminino e infantil. Os calouros eram avaliados por um grupo de jurados, e uma vez reprovados, eram "buzinados". Mas quando eram aprovados, sentavam-se em réplicas de calhambeques colocadas no palco; "Roda Pião", que era um jogo onde clientes do Baú giravam um pião com números e concorriam a prêmios (sendo esse o formato usado atualmente pelo Pra Ganhar é Só Rodar); e "Justiça dos Homens", onde eram dramatizados casos reais enviados por telespectadores, e ao final, era dado um veredicto final por pessoas famosas.
O programa foi ganhando mais espaço na grade da TV Paulista à medida que Silvio comprava mais horas da programação de domingo. Com isso, novos quadros foram surgindo, como "Festival da Casa Própria", onde eram sorteados imóveis aos clientes do Baú; "Rodada de Ouro", onde os participantes tentavam adivinhar palavras sugerindo letras, ganhando um prêmio em dinheiro a cada rodada, sendo que na última, o prêmio era uma barra de ouro; "Pergunte e Dance", onde o candidato participava de uma gincana de perguntas e respostas, e caso errasse a resposta, era obrigado a dançar uma música, dentre outros.
Com a dificuldade financeira das Organizações Victor Costa, o espólio do grupo (que incluía a TV Paulista) é vendido em 1965 para as Organizações Globo. Nessa época, o Programa Silvio Santos já durava cinco horas, e no fim da década de 1960, eram oito horas. A TV Paulista foi vendida a Roberto Marinho em 24 de março de 1966, tornando-se uma emissora da TV Globo. O Programa Silvio Santos continuou indo ao ar apenas para São Paulo até julho de 1969, quando entrou na grade nacional da Rede Globo. Nessa época alcançou 89 pontos, a quinta maior audiência da história da TV brasileira, o que transformou Silvio em celebridade e fez do Baú da Felicidade um fenômeno de vendas.

### Década de 1970

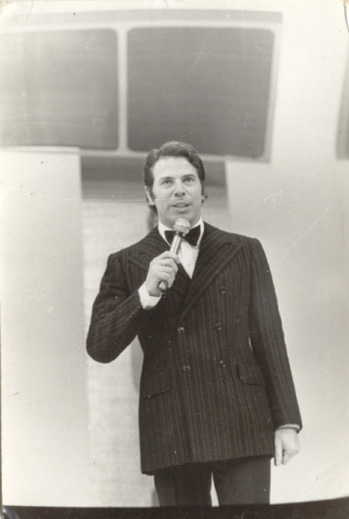
Silvio Santos em 1976

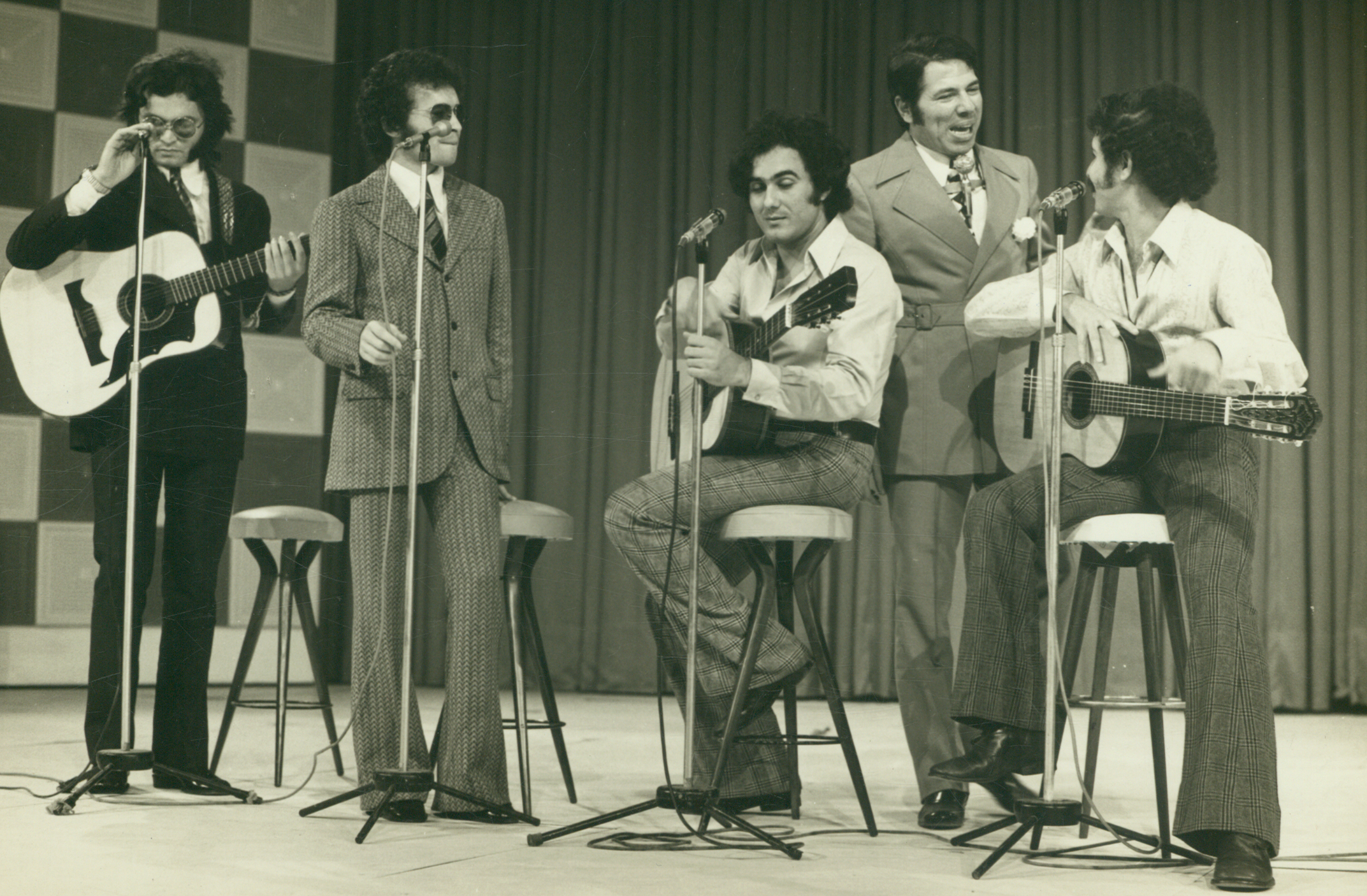
Silvio Santos com as duplas Dom e Ravel (em pé) e Antônio Carlos e Jocafi (sentados), 1972.

Aos poucos Silvio ampliaria o programa a cerca de 10 horas de duração. Embora pagasse pelo horário, a incompatibilidade crescente com o "Padrão Globo de Qualidade" levou Silvio a ter atritos com os diretores Walter Clark e Boni, que queriam preencher o espaço do programa com suas próprias atrações e anunciantes, e também a ambicionar seu próprio canal de TV. Em 1972, pouco depois de ter renovado contrato por mais cinco anos, Silvio Santos comprou metade das ações da TV Record, antes pertencentes ao empresário Pipa Amaral. Porém, como seu contrato com a Globo lhe impedia de ser acionista de uma emissora concorrente, foi usado um laranja chamado Joaquim Cintra Gordinho, que respondia pela parte do apresentador junto ao sócio Paulo Machado de Carvalho. A transação só foi revelada em 1976, ano em que Silvio deixou a Globo, gerando uma disputa judicial que deu ganho de causa ao apresentador. Um ano antes, em 22 de outubro de 1975, Silvio também venceu a concorrência pública pelo canal 11 VHF do Rio de Janeiro, inaugurando em 14 de maio de 1976 a TVS Rio de Janeiro.
Com a transmissão garantida em São Paulo e no Rio de Janeiro, Silvio rompe o seu contrato com a Rede Globo pouco antes do fim, e o Programa Silvio Santos é transmitido pela última vez na Rede Globo em 25 de julho de 1976, após pouco mais de 16 anos no ar (contando a fase da TV Paulista). Silvio também alugou a programação dominical da Rede Tupi (já em dificuldades financeiras que a levariam à extinção em 18 de julho de 1980), garantindo também a veiculação do programa fora do Eixo Rio-São Paulo até abril de 1982. Em 1.º de agosto de 1976, o Programa Silvio Santos passava a ir ao ar pela Tupi e na TVS do Rio de Janeiro.

### Décadas de 1980 e 1990
Em 3 de fevereiro de 1980, o Programa Silvio Santos passou a ser retransmitido também pela TV Record de São Paulo. Com a liquidação da Rede Tupi pelo Governo Federal em 1980, o Programa Silvio Santos foi veiculado na emissora pela última vez em 13 de julho, e depois disso continuou no ar nas emissoras dos Diários Associados que se salvaram da cassação e nas emissoras em que o apresentador era dono. Silvio participou da concorrência pública que daria origem as novas redes de televisão, ganhando concessões em São Paulo, Belém e Porto Alegre (que outrora eram parte da Rede Tupi), além de um segundo canal no Rio de Janeiro. Em 19 de agosto de 1981, surgiu o Sistema Brasileiro de Televisão, e o Programa Silvio Santos passou a ser exibido na nova rede em 23 de agosto. A atração continuou indo ao ar simultaneamente pela TV Record e também pela sua co-irmã carioca, a partir de 4 de abril de 1982. Em junho de 1985, após o SBT ganhar seu canal próprio via satélite, o Programa Silvio Santos passou a ser transmitido simultaneamente para todo o Brasil.
Já com sua própria rede de televisão consolidada nacionalmente e tendo inaugurado mais emissoras próprias no interior paulista, onde o sinal do SBT não chegava antes, o Programa Silvio Santos deixa de ser exibido pela TV Record em 26 de julho de 1987, dando continuidade a um processo iniciado ainda em 1984, onde Silvio Santos se desfazia de sua parte na emissora e, juntamente com seu sócio Paulo Machado de Carvalho, venderia as ações ao empresário Edir Macedo em 1989. Neste mesmo ano, o Programa Silvio Santos perde a condição de líder de audiência em seu horário de exibição para seu mais novo concorrente, o Domingão do Faustão, que em poucos meses no ar consegue devolver à Rede Globo o status que não era conseguido desde a saída de Silvio em 1976. Em 1990, o Programa Silvio Santos deixou de ser veiculado pela TV Corcovado do Rio de Janeiro, que teve sua programação arrendada ao Grupo Abril, tornando então a sua exibição exclusiva ao SBT. Silvio se desfez da TV Corcovado em 1992, quando vendeu-a para a incipiente Rede OM, atual CNT.
Neste período, o Programa Silvio Santos se tornou um agrupamento de vários programas de auditório, dentre eles o Show de Calouros, Domingo no Parque, Roletrando, Namoro na TV, Porta da Esperança, Topa Tudo por Dinheiro, Gol Show, Tentação, Hot Hot Hot, Qual é a Música?, TV Animal, Viva a Noite, Em Nome do Amor, Show do Milhão, entre outros. Da década de 1980 em diante, Silvio abriu espaço gradual para outros apresentadores, com destaque para Gugu Liberato, que por vários anos também animou as tardes de domingo da emissora. Em todos estes anos o programa já teve dezenas de programas apresentados pelo próprio Silvio Santos, além de Gugu Liberato, Silvio Luiz, Celso Portiolli, Luís Ricardo, Hebe Camargo, Ratinho, Otávio Mesquita e outros. Também foram integrados programas humorísticos, séries americanas, sessões de cinema, partidas de futebol e corridas de Fórmula Indy.

### Década de 2000
No início dos anos 2000, Silvio Santos começou a reduzir o seu horário aos domingos, chegando, em 2006, a apresentar somente o sorteio da Tele Sena no dia. Com isso, Silvio passou a apresentar apenas atrações exibidas durante a semana, principalmente nas quartas-feiras, como Show do Milhão, Roda a Roda, Family Feud, Todos contra Um, Pra Ganhar É Só Rodar, Sete e Meio, Eu Compro o Seu Televisor e Rei Majestade. Em 2007, Silvio Santos voltou a ter mais atuação nos domingos do SBT, com a volta de programas como Tentação, Roda a Roda e Qual É a Música? e a estreia do Nada Além da Verdade.
Em 1 de junho de 2008, o SBT estreou o novo Programa Silvio Santos. A partir daí, a atração deixou de ser um agrupamento de programas e passou a ser um agrupamento de quadros. Nele foram reunidas brincadeiras clássicas da consagrada carreira de Silvio, além das gincanas do parque aquático e o famoso quadro "Pergunte para a Maísa", no qual o animador fazia perguntas gerais para Maisa Silva, na época com 6 anos.
Em 30 de agosto de 2009, com a estreia do programa Eliana nas tardes do SBT, o Programa Silvio Santos foi remanejado para o horário das 20h, onde permanece até os dias de hoje. No mesmo ano, Silvio Santos voltou a utilizar temas musicais clássicos de sua trajetória como animador, como "Ritmo de Festa", "Silvio Santos vem aí", entre outros.

### Década de 2010
A apresentadora Ligia Mendes se tornou fixa no Jogo dos Pontinhos. Em 4 de julho de 2010, o programa ganhou o novo cenário. No dia 14 de agosto de 2011, antes do SBT completar 30 anos no ar, a filha de Silvio Santos, Patrícia Abravanel se tornou fixa no Jogo dos Pontinhos, substituindo Mamma Bruschetta, personagem de Luiz Henrique, do programa Mulheres, da TV Gazeta. No dia 18 de março de 2012, o programa ganhou novo cenário. No dia 10 de março de 2013, ano em que o programa completaria 50 anos no ar, ganhou novo cenário com novo logotipo e a volta com o tema musical de abertura "Silvio Santos Vem Aí".
O programa de auditório está sempre em constante mudança, com novas tecnologias e novos quadros. A partir do ano de 2012, Silvio fez com que seu programa subisse a audiência com suas brincadeiras e inovações que chocam o público, como o dia em que a calça do apresentador caiu durante a gravação.
No dia 25 de agosto de 2013, durante sua transmissão, foi anunciado no rodapé dos televisores a alteração do horário de transmissão a partir do domingo seguinte (1 de setembro), como parte das mudanças na programação dominical da emissora passando a ir ao ar duas horas mais cedo, das 18 às 22 horas. Mas, por conta da baixa audiência no novo horário, retornou ao antigo horário (20 às 0 horas) no domingo seguinte.
Em 2014, Silvio Santos deixou de utilizar o seu tradicional microfone Sennheiser pendurado no peito, passando a utilizar, em um primeiro momento, um microfone auricular. Desde 2015, Silvio usa um microfone de lapela.
No dia 29 de março de 2015, estreando uma nova temporada com novo cenário e logotipo, o programa passa a ser exibido em HDTV.
No dia 26 de outubro de 2016, foi anunciado que o programa iria ser transmitido para o exterior. De acordo com a Folha de S.Paulo, os canais Boom TV e o Jango Magic transmitirão a atração em países como Angola, Cabo Verde, Moçambique e São Tomé e Príncipe, cuja língua oficial também é o português. A estreia será em janeiro de 2017. O dia e horário da exibição do programa na África ainda não foram definidos.
No domingo 19 de março de 2017, estreando uma nova temporada com novo visual, Silvio Santos foi atingido por uma bola gigante atirada pela plateia durante uma brincadeira, onde exclamou: "Ai, isso mata, essa bola mata! Isso não é uma bola, é um tijolo!", levando a internet á loucura.
Em 2017, o Programa Silvio Santos garantiu a vice-liderança em todo Brasil, sua média anual foi de 11 pontos, contra 9 da terceira colocada e 21 da emissora líder. Fechou em segundo lugar em 48 dos 50 programas. Silvio Santos ainda tem um crescimento continuo desde 2013, o que equivale a 23% de aumento no índice de audiência. Comparando a média absoluta de telespectadores, o Programa Silvio Santos é assistido por 41% a mais de pessoas do que em 2013.
Completando 55 anos de existência em 2 de junho de 2018, o Programa Silvio Santos alcança uma marca histórica e inédita, como a atração mais duradoura em todo o mundo apresentada pelo mesmo apresentador. Em outubro, Silvio Santos anuncia a volta do "Concurso de bebês", quadro que era realizado no extinto Domingo no Parque, nos anos 80.

### Década de 2020
Entre os anos de 2020 e 2021, o programa passou a ser composto apenas de reprises de edições anteriores, em função do afastamento de Silvio Santos devido a pandemia de COVID-19. Entre os dias 30 de maio e 27 de setembro, e os dias 10 e 17 de outubro de 2021, o programa passou a reexibir compilados de atrações de sucesso apresentadas por Silvio, resgatando edições memoráveis de programas como Topa Tudo por Dinheiro, Em Nome do Amor, Qual é a Música?, Show do Milhão, Boa Noite, Cinderela, Show de Calouros, Porta da Esperança, entre outros. Em 01 de agosto, é exibido o primeiro Programa Silvio Santos inédito desde a paralisação em 2020. No entanto, as gravações foram paralisadas novamente devido ao fato do titular testar positivo para a COVID-19, forçando o SBT a voltar a exibir reprises de programas antigos a partir de 15 de agosto. Em 3 de outubro, Patrícia Abravanel passa a comandar provisoriamente o programa do pai, dando continuidade aos quadros exibidos, além de mesclar com a exibição de episódios já gravados com Silvio Santos antes do seu segundo afastamento. No dia 7, Patrícia testou positivo para a COVID-19, suspendendo temporiamente as gravações do programa, voltando a gravar no dia 18 as edições inéditas. Durante o período em que Patrícia ficou afastada, foram exibidos novamente reprises e pegadinhas inéditas.
Em 26 de abril de 2022, Silvio Santos reassume o comando de seu programa após oito meses afastado de suas atividades. Além disso, participou pela primeira vez do Jogo das Três Pistas, disputando contra o apresentador Ratinho, em um mini especial apresentado pela sua filha Patrícia Abravanel, numa simbólica cerimônia de passagem de bastão.
Em imagens divulgadas durante uma gravação do programa em 3 de março de 2023 e confirmada durante uma matéria do Fofocalizando, é anunciado que o programa passa a levar o nome de Patrícia Abravanel no título, fixando definitivamente a filha de Silvio Santos no comando da atração, enquanto que o apresentador titular passa a gravar alguns programas em esquema de revezamento, além de especiais do SBT. No dia 4 de junho, foi ao ar a edição especial de 60 anos do programa como o segundo mais antigo em exibição no Brasil, contando com a presença de vários famosos, jornalistas, convidados e até mesmo de autoridades como o vice-presidente da República, Geraldo Alckmin (PSB).
Com o fim do programa Eliana em 23 de junho de 2024, o programa passou a começar às 19h e se estendendo até 0h a partir do dia 30 de junho. Em 17 de agosto, Silvio Santos morre aos 93 anos de idade. Ele estava internado desde o início de agosto após um quadro de H1N1. A causa da morte foi uma broncopneumonia após infecção em decorrência de uma gripe provocada pelo vírus H1N1. Mesmo com o falecimento de Silvio, o título do programa foi mantido como uma forma de homenagem ao fundador do SBT.

## Apresentadores
Silvio Santos teve a companhia de outros apresentadores em seu programa. Léo Santos, irmão de Silvio, comandava eventualmente o Programa Silvio Santos. Ele era radialista na Rádio Mundial do Rio de Janeiro, começando a trabalhar com Silvio na parte burocrática. Na década de 1970, apresentava quadros do Programa Silvio Santos e comandava os programas nas folgas do irmão, tanto no rádio quanto na televisão.
Quem também apresentava eventualmente o Programa Silvio Santos na década de 1970 era Manuel de Nóbrega. Com o maior acesso ao videotape, Silvio passou a gravar mais quadros com antecedência, não necessitando de outros apresentadores durante suas folgas.
Em 1988, Silvio afastou-se da televisão por causa de um problema nas cordas vocais. Ao fazer planos para o futuro, convenceu Gugu Liberato a não estrear na Globo e voltar para o SBT. Assim, Gugu passou a comandar segmentos do Programa Silvio Santos.
Desde 2022, Patricia Abravanel, filha de Silvio Santos, ficou à frente do programa no SBT.

## Quadros
- "Brincando com o Auditório"
- "Perguntas para o Auditório"
- "Perua da Pati"
- "Show de Calouros"
- "Disputa Musical"
- "Qual É a Música?"
- "Não Erre a Letra"
- "Helen Tá na Rua"
- "Jogo das Três Pistas"
- "Jogo dos Pontinhos"
- "Show do Milhão"
- "Nada Além De 1 Minuto"
- "Púlpitos da Sorte"
- "Cantando em Família"
- "Câmeras Escondidas"
- "Namoro na TV"
- "Sala do Artista"
- "Porta da Esperança"

## Audiência
Em sua exibição no século XXI, em 2008, o Programa Silvio Santos, que ia ao ar à tarde competindo com o Domingão do Faustão, Tudo É Possível com Eliana e Show do Tom, alcançou a vice-liderança com média de 14 pontos, perdendo apenas para a concorrente do primeiro lugar que ficou com 20 pontos. A terceira colocada alcançou 13 pontos.
No dia 15 de agosto de 2010, após a queda da audiência do Fantástico, o programa conseguiu atingir índices significativos no IBOPE.
No domingo 21 de agosto de 2016, dia da Cerimônia de encerramento dos Jogos Olímpicos de Verão, o Programa Silvio Santos alcançou a liderança e chegou a marcar 18 pontos de audiência. Na média geral, Silvio conquistou a vice-liderança com 14,2 pontos, contra apenas 6 pontos da Record. Foi a maior audiência da atração desde sua reestreia em junho de 2008. Durante a disputa com o Domingo Maior, Silvio Santos marcou 14 pontos contra 13 da sessão de filmes da Globo.
Desde que Patrícia Abravanel assumiu em definitivo o Programa Silvio Santos em 2022, a média de audiência ficou entre 6 a 7 pontos, chegando a 8 pontos em vários momentos, mantendo a vice-liderança isolada no horário.
No dia 15 de setembro de 2024, o Programa Silvio Santos alcançou a liderança com o Show do Milhão, registrando 8 pontos de média das 23h26 ás 23h59, empurrando a Globo, que exibia o início do Estrela da Casa para segundo lugar durante vários minutos. O mesmo aconteceu durante a exibição do quadro em outros domingos.

## Prêmios e Indicações
| Ano  | Prêmio                 | Categoria                    | Indicado               | Resultado | Ref.   |
| ---- | ---------------------- | ---------------------------- | ---------------------- | --------- | ------ |
| 2014 | Prêmio F5              | Apresentador do Ano          | Silvio Santos          | Indicado  | [ 35 ] |
| 2015 | Troféu Imprensa        | Melhor Programa de Auditório | Programa Silvio Santos | Venceu    | [ 36 ] |
| 2016 | Troféu Imprensa        | Melhor Programa de Auditório | Programa Silvio Santos | Venceu    | [ 37 ] |
| 2017 | Troféu Imprensa        | Melhor Programa de Auditório | Programa Silvio Santos | Venceu    | -      |
| 2018 | Prêmio Contigo! Online | Melhor Programa de Auditório | Programa Silvio Santos | Venceu    | [ 38 ] |
| 2025 | Troféu Imprensa        | Melhor Programa de Auditório | Programa Silvio Santos | Indicado  | [ 39 ] |
| 2025 | Troféu Imprensa        | Apresentadora do Ano         | Programa Silvio Santos | Venceu    | [ 39 ] |
| 2025 | Troféu Internet        | Melhor Programa de Auditório | Programa Silvio Santos | Venceu    | [ 39 ] |
| 2025 | Troféu Internet        | Apresentadora do Ano         | Patrícia Abravanel     | Venceu    | [ 39 ] |

## Controvérsias

### Processo judicial contra Jingle
No dia 30 de novembro de 2011, o programa foi proibido de executar o jingle "Silvio Santos Vem Aí" devido a uma disputa judicial entre Silvio e Archimedes Messina desde 2001. Silvio perdeu em última instância o direito autoral, sendo que teve de pagar 5 milhões de reais a Messina, e só poderá executá-la com a compra do mesmo o que ocorreu em 2013 com o acordo de Silvio e Messina.

### Maisa Silva

#### Ataque de pânico
Em 2009, Maisa Silva (na época com 7 anos) participava do produção respondendo as perguntas feitas por Silvio Santos. O apresentador leva ao palco um menino com o rosto pintado de maneira assustadora, que deixa a ex- apresentadora mirim do Bom Dia & Cia em estado de pânico e sair do estúdio chorando e gritando.

#### Humilhação ao vivo
Em 18 de junho de 2017, durante o Jogo das Três Pistas, Silvio faz uma brincadeira com Dudu Camargo e Maisa Silva, dizendo que eles poderiam formar um casal. Maisa, no entanto, respondeu: "Se for para isso eu posso ir embora. Não estou aqui para arrumar namorado, estou para participar do programa." E, ainda, completou: "Dá licença, Silvio. Isso é um ultraje. É constrangedor você me submeter a uma situação dessas. Estou aqui para jogar o jogo. Vamos jogar?". Após muitas investidas do apresentador e de Dudu, Maisa ameaçou deixar o palco. Enquanto isso, Dudu dançou com uma garota da plateia e lhe deu um beijo na boca. O assunto viralizou nas redes sociais. Após a polêmica, Maisa e Dudu foram novamente convidados a uma gravação para o programa do dia 2 de julho e, após Maisa ver o apresentador do Primeiro Impacto, abandonou o programa chorando. Com isso, a atriz foi proibida de voltar ao Programa Silvio Santos pelo próprio apresentador.

### Acusações de homofobia

#### João Guilherme
No dia 10 de abril de 2016, o ator João Guilherme, fez uma participação no programa no quadro Talento Infantil, junto com Larissa Manoela. Por causa do visual do garoto, Silvio o chamou de bichinha, deixando-o constrangido. Pouco tempo depois, o apresentador se retratou.

#### Patrícia Abravanel
Em 8 de maio de 2016, no Jogo dos Pontinhos, o apresentador contou que assistiu ao filme Carol, que retrata o romance entre duas mulheres. Ele questionou, então, os participantes, sobre romances homossexuais. Ao ser indagada, sua filha, Patrícia Abravanel disse:
"Li numa revista que um terço dos jovens se relaciona com pessoas do mesmo sexo. Eu acho muito um terço, mesmo sem saber se a opção deles é real. Eles experimentam. Acho que o jovem é muito imaturo para saber o que quer. A gente tem que firmar que homem é homem e mulher é mulher. Acho que não é legal ser superliberal."
(…)
"Eu não sou contra o homossexualismo, mas sou contra falar que é normal. E outra, mulher com mulher não é tão legal assim. Não tem aquele brinquedo que a gente gosta bastante."
 As declarações de Patrícia geraram controvérsia.

### Acusação de etarismo
No dia 10 de julho de 2016, novamente no Jogo dos Pontinhos, Silvio pergunta sua filha, Patrícia, sobre sua opinião a respeito de homens mais velhos em relacionamento com mulheres jovens, citando ele próprio com Helen Ganzarolli: “Eu, com 85, e a Helen com 35, a diferença é pequena, você tem alguma coisa contra os homens que estão com 85 saírem com menininhas de 30 anos?” Patrícia disse: "Relacionamento sem ligação de verdade, é igual sexo sem compromisso. É superficial. É um relacionamento onde cada um busca seu interesse. Você quer uma mulher para desfilar? Ah, eu não acho legal". A declaração causou polêmica.

### Sexualização em Concurso de Miss Infantil
No dia 22 de setembro de 2019, o programa promoveu um concurso de miss infantil, em que avaliava meninas entre 7 e 8 anos por seus atributos físicos. Silvio declarou: "Agora, vocês do auditório, que estão com o aparelhinho (de votação), vão ver quem tem as pernas mais bonitas, o colo mais bonito, o rosto mais bonito e o conjunto mais bonito". Por serem crianças, a sexualização das meninas foi tratada como questão judicial e investigada pelo Ministério Público.

### Racismo contra candidata negra
Em 8 de dezembro de 2019, durante uma competição musical, a candidata Jennyfer Oliver ganhou por mais votos. No entanto, apesar da vitória, Silvio Santos decidiu premiar as outras candidatas com 500 reais e ainda declarou: "Se eu estivesse na minha casa, na minha opinião, a melhor intérprete seria você, Juliani! Você é muito bonita e canta muito bem, mais R$ 500 para a Juliani!" Enquanto Jennyfer se apresentava, também, Silvio a interrompeu dizendo que a música era 'muito chata'. Suas atitudes causaram revolta e acusação de racismo na Web.